# Spiesia gebleri
Spiesia gebleri là một loài thực vật có hoa trong họ Đậu. Loài này được (Fisch. ex Bunge) Kuntze miêu tả khoa học đầu tiên năm 1891.